# Милинги

Карта Пелопоннеса в Средние века

Милинги (мелинги, греч. Μηλιγγοί) — славянское племя, которое обосновалось в Пелопоннесе на юге Греции во времена Средневековья.
Первые славяне поселились на Балканах после ослабления обороны дунайских границ Византийской империи в первые десятилетия VII века, а некоторые группы продвинулись далеко на юг и осели на Пелопоннесе. Из них две группы известны по именам из более поздних источников — милинги и эзериты, которые поселились на западных склонах горного хребта Тайгет. Происхождение и этимология слова милинги неизвестно. В правление императора Феофила (829—842) Пелопоннес был полностью занят славянами. Однако постепенно славяне были частично вытеснены, частично подчинены империи, но два славянских племени — милинги и эзериты — сумели удержаться в горах Лакедемона, хотя и их местный стратиг Феоктист принудил стать зависимыми от империи.
Как и эзериты, милинги впервые упоминается в руководстве по управлению государством, написанном императором Константином VII Багрянородным (правил в 945—959 годах), «Об управлении империей». Император упоминает, что сначала милинги платили дань византийскому государству в 60 золотых номисм, но после того оба племени восстали и были побеждены в правление Романа I Лакапина (правил в 920—945 годах) стратигом фемы Пелопоннес Кринитом в мае-ноябре 934 года, они должны были платить более крупную дань — в 600 номисм. При византийском правлении милинги сохранили автономию, но приняли христианство и эллинизировались в языке и культуре.
В период франкской власти в XIII—XIV веках они нанимались как франкскими правителями Ахейского княжества, так и византийскими греками Морейского деспотата в качестве солдат. Например, по сообщению Морейской хроники, князь Гильом II де Виллардуэн (правил в 1246—1278 годах) присудил «великому друнгу мелингов» освобождение от всех обязанностей, кроме военной службы. Милинги по-прежнему упоминаются в 1330-х годах в ряде надписей об основании церквей в Лаконии. Один из них, Константин Спанес, из знатного рода Спанесов, называется «тзаузий друнга милингов», что указывает на длительное существование милингов как отдельного сообщества. Н. Николудис идентифицирует позднесредневековую фему Кинстерну или Гизерну (от латинского cisterna — цистерна) с областью мелингов на северо-западе полуострова Мани.